# جيمس جوزيف (دراج)
جيمس جوزيف (بالإنجليزية: James Joseph)‏ هو دراج غياني، ولد في 11 مايو 1957.

## وصلات خارجية
- جيمس جوزيف على موقع أرشيف الدراجات (الإنجليزية)
- جيمس جوزيف على موقع إحصائيات الدراجات الإحترافية (الإنجليزية)
- جيمس جوزيف على موقع أوليمبيديا (الإنجليزية)